# Nissan Model 70
Nissan Model 70 är en personbil som tillverkades av den japanska biltillverkaren Nissan Motor Co. Ltd mellan 1937 och 1943. 

## Nissan Model 70
Nissans första stora personbil var egentligen en Graham-Paige. Den amerikanska tillverkaren hade drabbats av ekonomiska svårigheter och sålde tillverkningsrätten till Japan. Den sexcylindriga sidventilsmotorn användes även i Nissans lastbilar långt in på 1950-talet. Bilen byggdes först som sedan med fem eller sju sittplatser. Senare tillkom en öppen phaeton som bland annat användes som stabsbil av den japanska krigsmakten under andra världskriget.